# Conseil des Anciens (Afghanistan)
Ne doit pas être confondu avec Conseil des Anciens (homonymie).
Bâtiment de l'Assemblée nationale
Le Conseil des Anciens (en dari et pachto : ﻣﺸﺮﺍﻧﻮﺟﺮﻛﻪ romanisé : Meshrano Jirga) est la chambre haute de l'Assemblée nationale de la république islamique d'Afghanistan de 2004 jusqu'à sa chute en 2021.
Il est issu de la constitution de 2004. Sa première session a eu lieu en décembre 2005.
Lors de l'offensive des talibans d'août 2021, la république islamique d'Afghanistan cesse de contrôler le territoire et ses institutions ne fonctionnent plus après le départ du président Ashraf Ghani du pays.

## Composition
La Meshrano Jirga compte 102 membres (trois fois le nombre des provinces).
Elle comprend trois tiers distincts de membres :
1. un représentant de chacun des 34 conseils provinciaux élu au suffrage indirect ;
2. un représentant des conseils de districts de chaque province, élu au suffrage indirect ;
3. 34 membres nommés par le Président.

## Élections
Les membres élus le sont au scrutin majoritaire à deux tours indirect.
Durée du mandat :
- sénateurs élus par les conseils de province : 4 ans ;
- sénateurs élus par les conseils de district : 3 ans ;
- membres nommés par le Président (paritaire hommes-femmes ; min. 2 handicapés et 2 nomades) : 5 ans.

L'âge minimum requis est 35 ans.
Incompatibilités : 
- mandat de député ;
- qualité de membre du conseil local électeur ;
- fonction ministérielle.

## Présidence
- Présidents : 
  - Sibghatullah Mojaddedi (2005-2011)
  - Fazel Hadi Muslimyar (en) (2011-2021)
- Secrétaire général : Abdul Muqtader Nasary